# Duque de St Albans
O título de Duque de St Albans pertence Pariato da Inglaterra. Foi criado em 1684 para Charles Beauclerk, 1.º Conde de Burford, que então tinha 14 anos. O Rei Carlos II reconheceu que Burford era seu filho ilegítimo com Nell Gwyn, uma atriz, e concedeu-lhe o ducado, tal como já tinha atribuído os ducados de Monmouth, Southampton, Grafton, Northumberland e Richmond e Lennox a outros filhos ilegítimos seus que contraíram matrimónio. 

## Títulos subsidiários
Os títulos subsidiários do Duque de St Albans são:  
- Conde de Burford, no Condado de Oxford (1676);
- Barão de Heddington, no Condado de Oxford (1676);
- Barão Vere, de Hanworth no Condado de Middlesex (1750).

O condado e a baronia de Heddington estão no Pariato da Inglaterra, enquanto que a baronia de Vere está no Pariato da Grã-Bretanha. 
O filho mais velho e herdeiro do Duque de St Albans é conhecido pelo título de cortesia Conde de Burford, e o filho mais velho e herdeiro de Lorde Burford é conhecido como Lorde Vere.
Os recentes Duques de St Albans não detêm uma grande propriedade. Entretanto, algumas foram Bestwood, em Northamptonshire, e Upper Gatton, em Surrey.

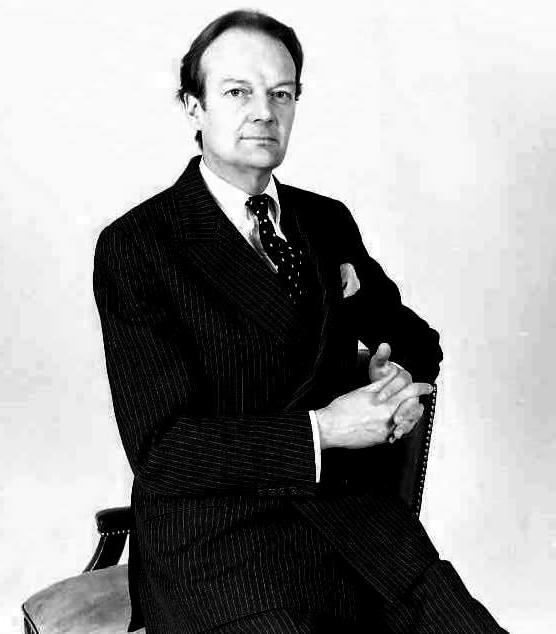
Murray Beauclerk, o atual Duque.

## Propriedades
Até ao século XX, as residências de campo dos Duques de St Albans incluíam Bestwood Lodge, em Nottinghamshire, que foi dada à mãe do 1.º Duque, a célebre atriz e amante de Carlos II, Nell Gwyn. O 10.º Duque fez dela a sua residência principal, mas, em 1939, o 12.º Duque vendeu-a. Atualmente, é um hotel.
Outra residência era Upper Gatton Park, em Surrey. O 12.º Duque também herdou Newtown Anner House (perto de Clonmel, no Condado de Tipperary), que permaneceu como residência da família até à década de 1940, quando foi vendida a meio do século XX. Hoje, a casa é propriedade privada e não está aberta ao público.
O 13.º Duque e o 14.º Duque (o atual Duque) não herdaram propriedades rurais ou casas senhoriais.

## Duques de St Albans (1684)
| #  | Nome                      | Período de Vida | Esposa(s)                | Notas                                                                                               |
| -- | ------------------------- | --------------- | ------------------------ | --------------------------------------------------------------------------------------------------- |
| 1  | Carlos Beauclerk          | 1670–1726       | Diana de Vere            | Filho ilegítimo do Rei Carlos II e de Nell Gwyn                                                     |
| 2  | Carlos Beauclerk          | 1696–1751       | Lucy Werden              | Filho do 1.º Duque                                                                                  |
| 3  | George Beauclerk          | 1720–1786       | Jane Roberts             | Filho do 2.º Duque e sem descendência                                                               |
| 4  | George Beauclerk          | 1758–1787       | Sem casamento            | Neto de Lorde William Beauclerk, segundo filho do 1.º Duque, faleceu solteiro                       |
| 5  | Aubrey Beauclerk          | 1740–1802       | Catherine Ponsonby       | Quarto e mais novo filho de Vere Beauclerk, 1.º Barão Vere, ele próprio terceiro filho do 1.º Duque |
| 6  | Aubrey Beauclerk          | 1765–1816       | Jane Moses               | Filho mais velho do 5.º Duque                                                                       |
| 6  | Aubrey Beauclerk          | 1765–1816       | Louisa Manners           | Filho mais velho do 5.º Duque                                                                       |
| 7  | Aubrey Beauclerk          | 1815–1816       | Sem casamento            | Único filho do 6.º Duque, faleceu na infância                                                       |
| 8  | William Beauclerk         | 1766–1825       | Charlotte Thelwell       | Segundo filho do 5.º Duque                                                                          |
| 8  | William Beauclerk         | 1766–1825       | Maria Janetta Nelthorpe  | Segundo filho do 5.º Duque                                                                          |
| 9  | William Vere Beauclerk    | 1801–1849       | Harriet Mellon           | Filho mais velho do 8.º Duque                                                                       |
| 10 | William Vere Beauclerk    | 1840–1898       | Sybil Mary Grey          | Único filho do 9.º Duque                                                                            |
| 10 | William Vere Beauclerk    | 1840–1898       | Grace Bernal-Osborne     | Único filho do 9.º Duque                                                                            |
| 11 | Carlos de Vere Beauclerk  | 1870–1934       | Sem casamento            | Filho mais velho do 10.º Duque, faleceu sem descendência                                            |
| 12 | Osborne de Vere Beauclerk | 1874–1964       | Beatrix Beresford        | Segundo filho do 10.º Duque, faleceu sem descendência                                               |
| 13 | Carlos de Vere Beauclerk  | 1915–1988       | Nathalie Chatham Walke   | Neto de Lord Charles Beauclerk, quinto filho do 8.º Duque                                           |
| 13 | Carlos de Vere Beauclerk  | 1915–1988       | Suzanne Marie-Adèle Fesq | Neto de Lord Charles Beauclerk, quinto filho do 8.º Duque                                           |
| 14 | Murray de Vere Beauclerk  | 1939–presente   | Rosemary Scoones         | Filho mais velho do 13.º Duque Incumbente                                                           |
| 14 | Murray de Vere Beauclerk  | 1939–presente   | Cynthia Howard           | Filho mais velho do 13.º Duque Incumbente                                                           |
| 14 | Murray de Vere Beauclerk  | 1939–presente   | Gillian Northam          | Filho mais velho do 13.º Duque Incumbente                                                           |

## Barões Vere (1750)
| Nome                             | Período de Vida | Notas                                              |
| -------------------------------- | --------------- | -------------------------------------------------- |
| Vere Beauclerk, 1.º Barão Vere   | 1699–1781       |                                                    |
| Aubrey Beauclerk, 2.º Barão Vere | 1740–1802       | Assumiu o título de 5.º Duque de St Albans em 1787 |

## Árvore genealógica
- - Carlos Beauclerk, 2.° Duque de St Albans (1696-1751)
    - George Beauclerk, 3.° Duque de St Albans (1720-1786)

  - William Beauclerk (1698-1733)
    - Charles Beauclerk
      - George Beauclerk, 4.° Duque de St Albans (1758-1787)

  - Vere Beauclerk, 1º Barão Vere (1699-1781)
    - Aubrey Beauclerk, 5.° Duque de St Albans (1740-1802)
      - Aubrey Beauclerk, 6.° Duque de St Albans (1765-1816)
        - Aubrey Beauclerk, 7.° Duque de St Albans (1815-1816)

      - William Beauclerk, 8.° Duque de St Albans (1766-1825)
        - William Aubrey de Vere Beauclerk, 9.° Duque de St Albans (1801-1849)
          - William Amelius Aubrey de Vere Beauclerk, 10.° Duque de St Albans (1840-1898)
            - Carlos Victor Albert Aubrey de Vere Beauclerk, 11.° Duque de St Albans (1870-1934)
            - Osborne de Vere Beauclerk, 12.° Duque de St Albans (1874-1964)

        - Lord Charles Beauclerk (1813–1861)
          - Aubrey Topham Beauclerk (1850–1933)
            - Carlos Frederick Aubrey de Vere Beauclerk, 13.° Duque de St Albans (1915-1988)
              - Murray de Vere Beauclerk, 14.° Duque de St Albans (n. 1939)

#### Atual linha de sucessão
- -  Vere Beauclerk, 1st Baron Vere (1699–1781)
    -  Aubrey Beauclerk, 5th Duke of St Albans (1740–1802)
      -  William Beauclerk, 8th Duke of St Albans (1766–1825)
        - Lord Charles Beauclerk (1813–1861)
          - Aubrey Topham Beauclerk (1850–1933)
            -  Charles Beauclerk, 13th Duke of St Albans (1915–1988)
              -  Murray Beauclerk, 14th Duke of St Albans (born 1939)
                - (1). Charles Francis Topham de Vere Beauclerk, Earl of Burford (b. 1965) 
                  - (2). James Malcolm Aubrey Edward de Vere Beauclerk, Lord Vere (b. 1995)

                - (3). Lord Peter Charles de Vere Beauclerk (b. 1948)
                - (4). Lord James Charles Fesq de Vere Beauclerk (b. 1949)
                - (5). Lord John William Aubrey de Vere Beauclerk (b. 1950)

  - Lord Sidney Beauclerk (1703–1744)
    - Topham Beauclerk (1739–1780)
      - Charles George Beauclerk (1774–1845)
        - Charles Robert Beauclerk (1802–1872)
          - William Topham Sidney Beauclerk (1864–1950)
            - Ralph Beauclerk (1917–2007)
              - (6). William Rafael Beauclerk (born 1961)
                - (7). Alexander Charles Beauclerk (born 1990)
                - (8). Cameron William Beauclerk (born 1993)